# Íole

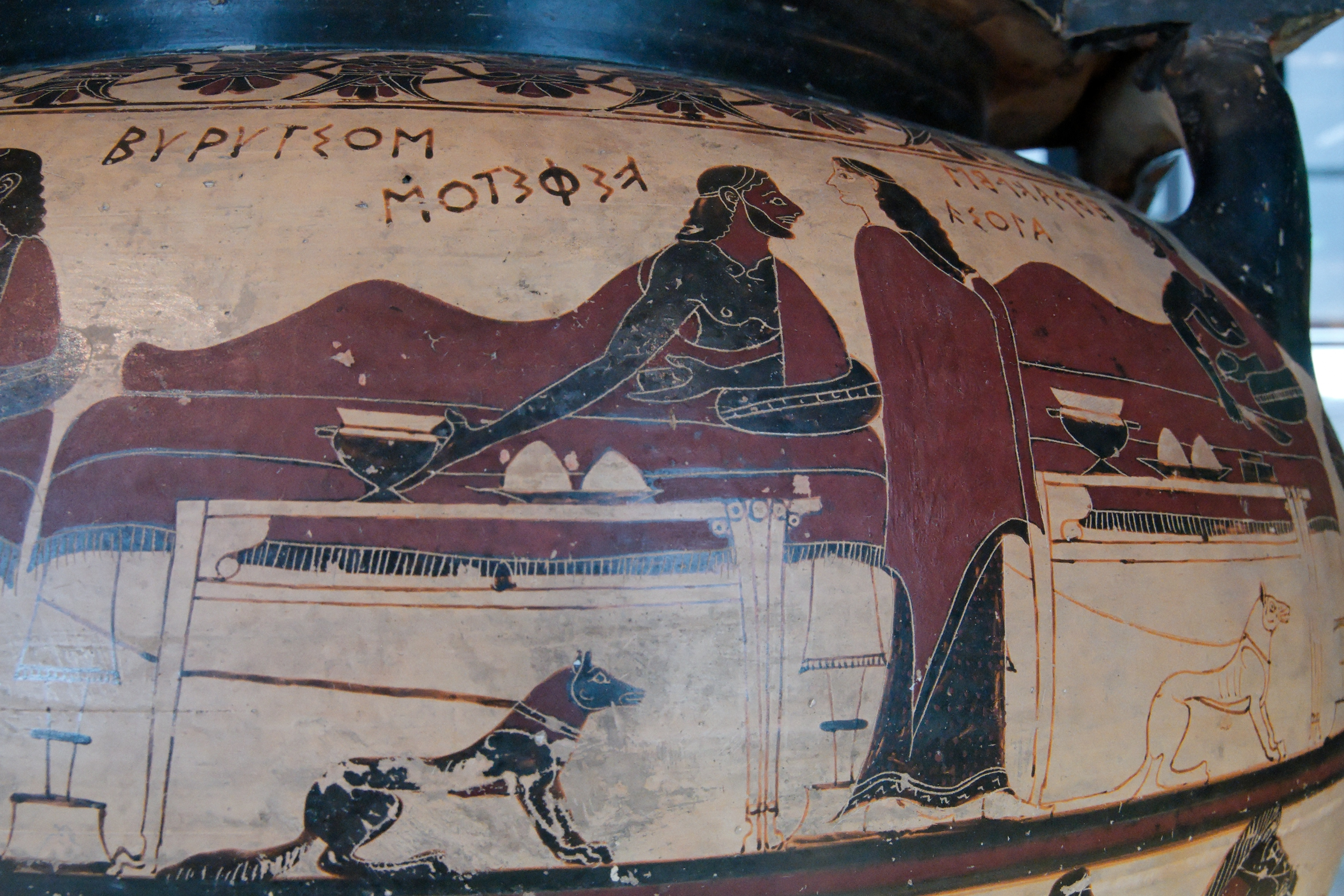
Íole con Heracles en la casa de Éurito, en un banquete. Crátera corintia de columnas de ca. 600 a. C.. Museo del Louvre.

Íole, Yole o Yola (en griego antiguo: Ἰόλη, Iólē), en la mitología griega, era la hija de Éurito, rey de la ciudad de Ecalia, y de Antíope, hija de Náubolo. Según el breve epítome del llamado Apolodoro, Éurito tuvo una joven y bella hija llamada Íole a la que buscaba marido. Íole fue pretendida por Heracles  pero Éurito le denegó la mano de su hija. Indirectamente Íole sería la causa de la muerte de Heracles por los celos de su esposa.
Existen diferentes versiones de la mitología de Íole, proveniente de diversas fuentes. Pseudo-Apolodoro proporciona la historia más completa, seguida por ligeras variantes de autores como Séneca y Ovidio. Otras fuentes antiguas, como Diodoro de Sicilia, Higino o Pseudo-Plutarco, tienen información similar con pequeñas variaciones. 

## El amor de Heracles por Íole lo lleva a la muerte

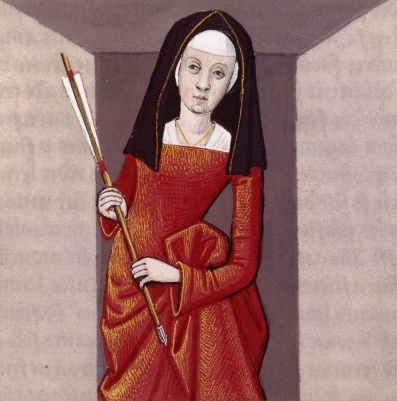
Íole con una flecha (reminiscencia de la flecha envenenada de Heracles a Neso). Miniatura de un manuscrito medieval: De claris mulieribus, de Boccaccio. Biblioteca Nacional de Francia.

Apolodoro cuenta que Éurito un día prometió otorgar la mano de Íole a quien lograra batir su marca y la de sus hijos en una competición de tiro con arco. Éurito era un experto arquero y había enseñado todo su saber sobre el arco y las flechas a sus hijos (entre ellos, a Ífito). Los hijos dispararon sus flechas tan certeramente que batieron a todos los demás competidores del reino. 
Heracles, que había oído hablar del premio, participó con entusiasmo por su preciada Íole. Heracles disparó al blanco, acertando en la diana tan precisamente que incluso batió las marcas previamente ganadoras. La ironía era que el propio Éurito había enseñado hace años a Heracles a tirar con arco.
Cuando el rey se dio cuenta de que Heracles estaba ganando, detuvo la competición y no le permitió seguir. Éurito conocía que Heracles había matado a Megara, su anterior esposa, y a sus hijos. Tenía miedo de que Heracles pudiese matar a Íole y a sus futuros nietos si Heracles volvía a enloquecerse. Aunque Heracles había ganado la competición en buena lid, no tenía derecho al premio por su reputación. Así, Éurito rompió su promesa de conceder su hija al ganador.
Ífito instó a su padre a reconsiderar su decisión, pero este no cedió. Heracles no había salido todavía de la ciudad, cuando las yeguas de Éurito empezaron a correr, robadas, presumiblemente por Autólico, un famoso ladrón. Ífito pidió a Heracles ayuda para encontrarlas y este accedió, pero no se llegaron a encontrar. Al cabo del tiempo, Ífito siguió las huellas dejadas por los animales hasta que llega a la ciudad donde vivía Heracles, Tirinto. Las yeguas aparecen en casa de Heracles debido a que Autólico se las había vendido como propias. Ífito intentó que Heracles las devolviera, pero este se negó rotundamente, ya que las había pagado y le pertenecían. Se pusieron a discutir acaloradamente en lo alto de una muralla, y en uno de sus arranques de ira, Heracles arrojó a Ífito al vacío, asesinándolo. Diodoro Sículo da otra versión en este punto contando que fue Heracles quien robó las yeguas de Éurito por venganza, ya que había fracasado en su empresa de obtener a Íole.
Después de la competición de tiro con arco, Heracles fue a Calidón, donde en las gradas del templo, Heracles vio a Deyanira, hermana del príncipe Meleagro. Heracles se olvidó de Íole, al menos por el momento, ya que Deyanira era una buena opción para los hijos que ansiosamente deseaba. La estuvo cortejando y finalmente lo consiguió y se casó con ella. Heracles había conseguido un reino en ese momento y como todavía estaba enojado con Éurito por obligarle a renunciar a Íole, reunió a su ejército y se dispuso a matarlo por venganza. Higino añade a la historia en este punto que Heracles no sólo mató a Éurito, sino que también cayeron asesinados los hermanos y otros familiares de Íole. Ésta fue raptada por Heracles, que tras la batalla, celebró un festín para celebrar la victoria. Deyanira, presa de la envidia, untó unas de las ropas de Heracles con la sangre del centauro Neso, a la que creía una pócima del amor. Se lo dio a Licas, sirviente de su marido para que se las llevara a este. Heracles se las puso sin sospechar y entonces comenzó a sentir un terrible dolor. Cogió a Licas por los pies y lo tiró al mar. Intentó quitarse las ropas, pero se habían pegado a su piel. En cuanto Deyanira se enteró de lo que había hecho, se suicidó (algunas versiones dicen que se ahorcó, mientras otras afirman que se apuñaló en el pecho). Sin embargo, el veneno no mató a Heracles, pero le hizo sufrir tanto que él mismo ordenó que lo incineraran para terminar con su agonía.
Posteriormente, cuando Hilo, hijo de Heracles, se hizo adulto, se convirtió en el nuevo esposo de Íole.  Hilo tuvo un hijo, Cleodeo,  además de dos hijas, Evecme y Aristecme, quienes se desposaron con los dos hijos de Butes. Se sobreentiende por el contexto que la madre de toda esta prole es Íole aunque de manera implícita, no explícita. Íbico dice que otra hija de Hilo e Íole fue Silis o Sílide, madre de Zeuxipo por Apolo.